# West Region
De West Region is een van de vijf regio's en de grootste regio in de stadstaat Singapore.
Het inwoneraantal is circa 851.000; de regio heeft een oppervlakte van 201 km². Tot de regio behoren ook het Western Water Catchment (het groene gebied aan de westkust op de kaart) en de Western Islands.

## Wijken in de West Regio
De West Regio bestaat uit de twaalf wijken:

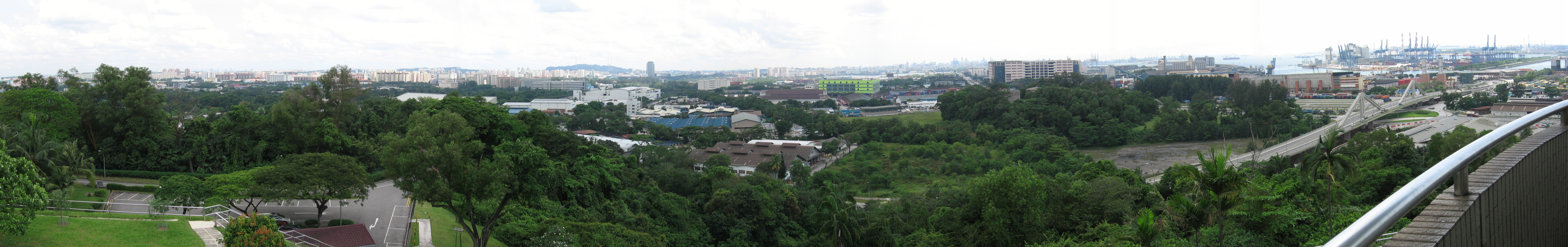
Panorama West Regio

- Bukit Batok
- Bukit Panjang
- Boon Lay
- Choa Chu Kang
- Clementi
- Jurong East
- Jurong West
- Pioneer
- Tengah
- Tuas
- Western Islands
- Western Water Catchment

Central Region · East Region · North Region · North-East Region · West Region